# Theresa Riedl
Theresa Diane Riedl (* 9. Juli 1965 in Saddle Brook, New Jersey) ist eine ehemalige US-amerikanische Rennrodlerin.
Riedl wuchs in New Jersey auf, wechselte aber zur Ausübung des Rodelsports nach Lake Placid, New York. 1984 konnte sie sich für die Olympischen Winterspiele qualifizieren. In Sarajevo belegte sie den 19. Platz.
Sie arbeitete als Fremdenführer und später als Krankenschwester. Riedl trat der Armee bei und war dort als Fluglotsin bei der US Air Force tätig.